# 25 Dywizja Strzelecka (ZSRR)
25 Czapajewska Dywizja Strzelecka (ros. 25-я Краснознаменная стрелковая дивизия им В.И. Чапаева) – związek taktyczny piechoty Armii Czerwonej. 
Jednostka została utworzona 30 lipca 1918. Brała udział w wojnie polsko-bolszewickiej w ramach 12 Armii, na Froncie Południowo-Zachodnim.
Przed napaścią hitlerowską stacjonowała w rejonie delty Dunaju, gdzie odbywała solidne szkolenie, właściwe jednostkom specjalnym. Rozformowana 30 lipca 1942 roku. Ponowne sformowanie nastąpiło w marcu 1943 roku.
25 Dywizja Strzelecka w czerwcu 1941 roku była w składzie 14 Korpusu Strzeleckiego, 9 Armii Okręgu Odeskiego.
W 1941 w składzie Armii Nadmorskiej broniła Krymu. 5 listopada po tygodniach cofania się jej 31 pułk przebił się do Sewastopola. Jej pozostałe pułki rozbiły w nocnym ataku w Ulu Sała awangardę niemieckiej 72 Dywizji Piechoty. 9 listopada 1941 jej 31 pułk bronił drugiego sektora obrony Sewastopola. Dwa pozostałe pułki broniły trzeciego sektora obrony miasta. 7 czerwca 1942  była atakowana przez niemiecką 50 Dywizję Piechoty. 24 czerwca 1942 skierowana do obrony III sektora Sewastopola. 28 czerwca jej oddziały wycofały się z zajmowanych pozycji i przeszły do odwodu, celem wzmocnienia. 29 czerwca jej resztki zostały rzucone by zatrzymać atak niemiecki w II sektorze obronnym, lecz bez rezultatu.
W 54 pułku strzeleckim należącym do 25 Dywizji Strzeleckiej służyła kobieta snajper Ludmiła Pawliczenko która w czasie walk zastrzeliła 309 żołnierzy i oficerów niemieckich.

## Dowódcy dywizji
- Siergiej P. Zacharow (6.08 – 29.11.1918);
- Gaspar Woskanow (29.11.1918 – 5.02.1919);
- Siergiej P. Zacharow (5.02.1919 – 26.02.1919);
- Michaił Wielikanow (26.02 – 12.03.1919);
- F. Ługowienko (cz.p.o., 12.03 – 9.04.1919);
- Wasilij Czapajew (9.04.1919 – 5.09.1919, poległ w walce);
- Iwan Kutiakow (6.09.1919  –  24.09.1920)[4];
- Gaspar Woskanow (24.09 – 8.10.1919);
- Iwan Kutiakow (8.10.1919 – 30.06.1920);
- Aleksiej Karpowicz Riazancew (cz.p.o., 30.06 – 18.07.1920);
- Boris Tal (cz.p.o., 18.07 – 4.08.1920);
- Aleksandr Bachtin (4.08.1920  –  24.09.1920);
- W. Pawłowski (24.09.1920 – 9.05.1921);
- Żan Zonberg (08.1922—06.1924)[5];
- Wiktor Karłson
- Grigorij Zamiłackij (08.1924 – 01.1930)
- Władimir Popow (02.1930 – 08.1931)
- Władimir Kurdiumow (08.1931 – 02.1934)
- Wasylij Butyrskij (02.1934 – 05.1935)
- Michaił Ziuk (4.01.1936 – 15.08.1936)
- Kuźma Trubnikow (06.1935 – 4.01.1936 oraz 08.1936 – 06.1938)
- Dmitrij Kislicyn[6]  (12.1938, 02.1939 – 11.1940)
- Afanasij Zacharczenko (1.03.1941 – 20.08.1941)
- Iwan Pietrow (20.08.1941 – 5.10.1941)
- Trofim Kołomijec (5.10.1941 – 30.07.1942)

## Struktura organizacyjna
Skład w czasie II wojny światowej:
- 31 pułk strzelecki
- 54 pułk strzelecki
- 263 pułk strzelecki
- 160 pułk artylerii
- 246 pułk artylerii, oraz 308 samodzielny batalion czołgów[7], dywizjon przeciwpancerny, dywizjon artylerii przeciwlotniczej, batalion rozpoznawczy, batalion saperów i inne służby.